# Stefaan Van den Bremt
Stefaan Van den Bremt est un poète et essayiste belge d’expression néerlandaise né à Alost le 12 octobre 1941.
Connaisseur de la littérature latino-américaine, il a traduit entre autres Octavio Paz, Nicolás Guillén, mais aussi Émile Verhaeren, Maurice Maeterlinck, Bertolt Brecht et Franz Kafka.
Il a reçu en 1980 le prix Louis Paul Boon pour l’ensemble de son œuvre et est membre de l’Académie royale de langue et de littérature néerlandaises.

## Œuvres

### Œuvres originales
- 1968 – Sextant
- 1971 – Een valkuil in de wolken
- 1972 – Dossier Latijns Amerika
- 1973 – Van het een komt het ander
- 1976 – Het spel van Angèle en Adèle
- 1976 – Lente door vorst
- 1980 – Andere gedichten
- 1981 – Het onpare paar
- 1982 – Mijn verbeelding is jouw slaaf niet
- 1982 – Op een bordje volgt de rekening
- 1989 – Met ogen vol vergetelheid
- 1992 – Rover en reiziger
- 1995 – Verbeelde boedel
- 1997 – Een vlieg met gouden vleugels
- 1999 – Taalgetijden
- 2001 – Stemmen uit het laagland
- 2002 – In een mum van taal
- 2005 – A
- 2009 – Voegwerk

### Traductions françaises
- Toast (traduit par Jacques De Decker et l’auteur), Éditions Autres Temps, coll. « Temps poétiques », Marseille, 1995
- Racines d’un nuage (traduit par l’auteur), Le Castor Astral, coll. « Escales du Nord », Bordeaux, 2001
- Temps et Lieux (traduit par l’auteur et Frans De Haes), coll. « Paul Froment », fédérop, 2005